# Mitologia persa

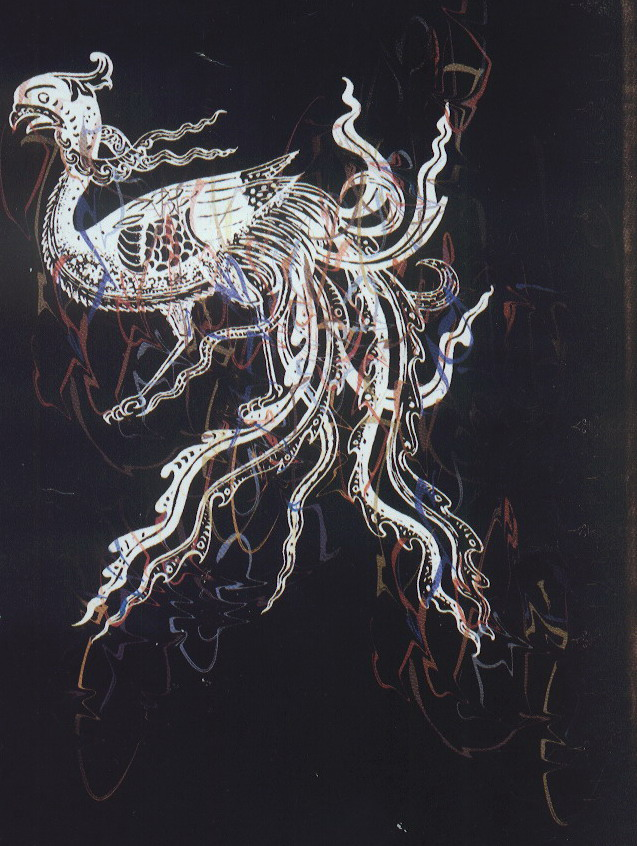
Simurgh, un gran ocell bell i poderós de la mitologia persa

La mitologia persa és el conjunt de creences religioses que tenien els antics perses o grups de pobles culturalment i lingüísticament relacionats que van habitar l'altiplà iranià, i les seves zones frontereres, així com àrees de l'Àsia central des del mar Negre fins a Khotan, la moderna Hotan a la Xina. És per això que hem d'ignorar les fronteres polítiques modernes i veure l'evolució històrica del Gran Iran, com una àrea que comprèn parts de l'Àsia central i més enllà de les fronteres de l'actual Iran. La geografia d'aquesta regió, amb les seves altes muntanyes, té un paper important en moltes de les històries mitològiques.

## Textos clau
La col·lecció central de la mitologia persa és el Xahnamé o Llibre dels reis, escrit pel gran poeta Ferdowsi fa uns mil anys. L'obra de Ferdowsi es basa en gran manera en les històries i personatges del zoroastrisme, no sols de l'Avesta, sinó també en textos posteriors com el Bundahishn i el Denkard.

## Context religiós

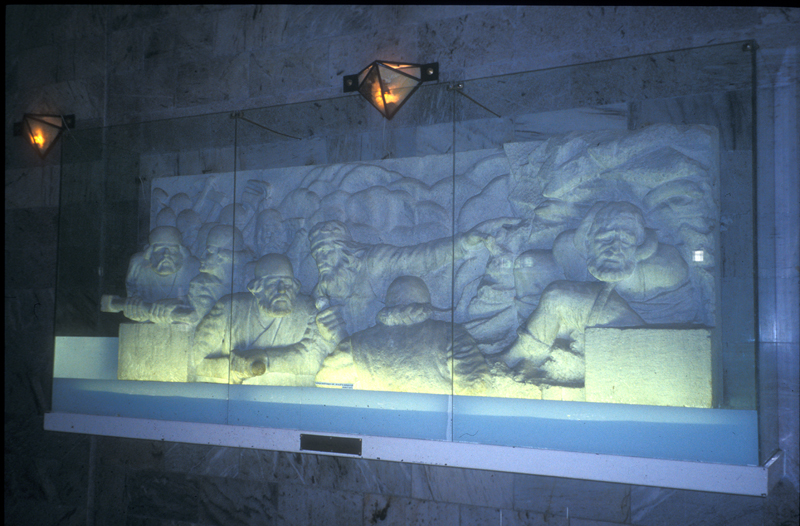
Relleu de Tus que descriu les històries mítiques populars de l'Iran

Els personatges de la mitologia persa gairebé sempre cauen en el dualisme del bé o del mal. La discòrdia resultant reflecteix l'antic conflicte mitològic persa basat en el concepte zoroastrista d'Ahura Mazda de l'Avesta, o Ormuz en el persa posterior. Spenta Mainyu és la font d'energia constructiva, mentre que Angra Mainyu és la font del mal, la foscor, la destrucció, l'esterilitat i la mort.
Dins la mitologia persa es troben en abundància els daeva, que significa 'celestials' o 'il·luminats'. Aquestes divinitats eren adorades pel mazdeisme prezoroàstric, així com en les religions vèdiques. Els seguidors de la forma prezoroàstrica del mazdeisme consideraven aquests éssers sagrats i sants. És només després de les reformes religioses de Zaratustra o Zoroastre que el terme daeva es va començar a associar amb els dimonis. Malgrat tot, els perses que vivien al sud del mar Caspi van continuar adorant els daeva i resistiren les pressions del zoroastrisme, i les seves llegendes que involucraven els daeva han sobreviscut fins als nostres dies. Per exemple, la llegenda del diví Sepedis, un daeva blanc de Mazandaran.
A més, Angra Mainyu (o Ahriman, en persa), que una vegada fou l'encarnació del mal zoroàstric, va perdre la identitat zoroàstrica/mazdeista en la literatura persa posterior, i finalment va ser descrit com un déu. Les descripcions religioses d'Ahriman fetes en l'època que va seguir la invasió islàmica, mostren un Ahriman com un home gegant amb taques i dues banyes.

## El bé i el mal
El personatge llegendari més famós en l'èpica i mitologia persa és Rostam. De l'altre costat està Zahhak, un símbol del despotisme que, finalment, va ser derrotat per Kāveh, el ferrer, que va liderar un aixecament popular en contra seva. Zahhak era custodiat per escurçons enormes que li sortien de les espatlles. No importa quantes vegades fossin decapitats, sempre creixien nous caps per protegir-lo. La serp, com en moltes mitologies orientals, era el símbol del mal. Però molts altres animals i ocells apareixen en la mitologia iraniana, i especialment les aus eren senyal de bon auguri. La més famosa d'aquestes és Simorgh, un gran ocell bell i poderós, Homa, una au reial de la victòria, les seves plomes adornaven les corones, i Samandar, el fènix.
Pari, que en l'Avesta era anomenada Pairika, era considerada en l'antiga mitologia una dona bella però maligna, i gradualment, amb el temps, es va fer menys dolenta i més bella, fins que en el període islàmic es va convertir en un símbol de la bellesa similar a les hurís del paradís. No obstant això, una altra dona malvada, Patiareh, ara simbolitza les prostitutes.

## Principals deïtats i herois perses
- Ahriman, Angra Mainyu, esperit de la creació del mal, esperit destructiu.
- Ahura Mazda, Hurmazd, Hormuzd, Ormuz, Ormazd, esperit suprem creador de totes les coses.
- Airyaman Ishya, deïtat iraniàne de la curació i la medicina, entre altres coses, apareix a la Ardwahisht Yast.
- Aka Manah, un archidimoni.
- Akatash, "daeva", creador del mal", segons la gent Bundahischn.
- Anahita, deïtat de l'aigua, l'abundància còsmica i la fertilitat.
- Anaya - monstres demoníacs.
- Apaosha, daeva de la sequedat i la sequera.
- Ashi, deessa de la bons salaris, satisfà els desitjos de les persones que viuen a la base de la veritat i la justícia són ells la donació de la felicitat i la riquesa i les recompenses en l'altra vida, associats amb flors de primavera.
- Asman (avéstic), déu protector del cel, que dona la riquesa.
- Astovidatu, daeva de la mort.
- Atar Atas, també Atar, Adar,, deïtat del foc, "Fill de Ahura Mazda".
- Az az, daeva.
- Verethragna, deessa de la victòria.
- Daena, el déu de la visió interna i el coneixement
- Daeva, dimonis, per primera vegada en l'Avesta "falsos déus".
- Damavand, el pic més alt de l'Iran, amb el significat de muntanya mitològica, es considera com un símbol de la resistència contra la dominació estrangera.
- Estima, déu de la força i coratge, en l'Avesta.
- Hom o Haoma figura sant heroic en el Yast i en Schāhnāme.
- Homa, ocell mitològic de la benedicció i l'alegria.
- Hvar Xšaēta, "Sol Radiant", el déu sol.
- Mah, deïtat de la lluna.
- Mitra, deïtat del contracte i del jurament, protector de la veritat, es va associar més tard amb l'astre sol.
- Nanghait, Nanghaithya, un archidemonio, daeva del descontentament i l'orgull.
- Pari originalment adorats com a déus, estan representats per estels en moviment i altres cossos celestes, posteriorment considerats cada vegada més negativament, com a part dels Ahriman.
- Rashnu, déu de la justícia.
- Rostam, un gran heroi i guerrer.
- Sošiānt, figura del Redemptor del món.
- Saurwa, un archidemonio, daeva de l'opressió i l'esclavitud.
- Simurgh, au mitològica de la literatura.
- Arbre Simurgh, arbre mitològic.
- Spenta Mainyu, esperit de la bona creació d'Ahura Mazda, la creació de bons i purs, i oposada a Angra Mainyu.
- Taurvi,Tauriz; daeva de la fam, un archidemoni.
- Tishtrya,Tistrya, Tir, déu de la pluja.
- Uparatāt, deessa de la victòria.
- Vada, Vata, una deïtat del vent.
- Vayu, un altre déu del vent.
- Verethragna, Varahran, Vahram, Bahram, déu de la victòria.
- Viseh, Avesta Vaesaka, el pare dels guerrers.
- Zam, Zāmyazd, Zāmyād, deïtat de la terra.
- Zurvan, Zruvān, Zarvān, Pare i Creador del Déu Ahura Mazda en el Zurvanismus.